# Бравар, Огюст
Пьер Жозеф Огюст Бравар (фр. Auguste Bravard, 18 июня 1803, Исуар, Овернь, Франция — 28 марта 1861, г. Мендоса Аргентина) — французский горный инженер, топограф и палеонтолог.

## Биография
После государственного переворота 2 декабря 1851 года во Франции эмигрировал в Аргентину и поселился в Буэнос-Айресе.
Занимался геологическими исследованиями в провинции Энтре-Риос, бассейне рек Парана и Рио-де-ла-Плата, районе г. Баия-Бланка, пампасах. Автор геологической топографии Баия-Бланки, Буэнос-Айреса (1857), геологических карт окрестностей возвышенности Сьерра-дель-Тандиль и Сьерра-де-ла-Вентана (вершина Трес-Пикос, 1243 м).
В 1852 году президент Х. де Уркиса назначил его генеральным инспектором аргентинских горно-добывающих предприятий.
Одновременно занимался палеонтологией. Раскопал и изучил окаменелости млекопитающих, некоторые из которых, подобно черепу Мезотериума (Mesotherium), были отправлены им в Национальный музей естественной истории (Париж). Окаменелости млекопитающих эпохи Плейстоцена, приобретенные у него в 1854 году Британским музеем, ныне находятся в Музее естественной истории в Южном Кенсингтоне (Лондон). Автор названия Протипотерии, рода вымерших млекопитающих семейства Interatheriidae отряда нотоунгулятов, обитавших в Южной Америке в миоцене, генезис которых прослеживается до палеоцена.
Является основателем Национального музея естественной истории в г. Парана, поддерживал геологические теории, противоречащие идеям Чарльза Дарвина.
В 1861 году он был отправлен аргентинским правительством для изучения местности близ г. Сан-Хуана и Мендосы у подножия Анд, где трагически погиб во время землетрясения.
Собранная им коллекции окаменелостей хранится ныне в Публичном музее Буэнос-Айреса.

## Избранные труды
- Catalogue des especes d’animaux fossiles recuilies dans I’Amerique du Sud (1852—1856)
- Observaciones geológicas sobre diferentes terrenos de transporte de la hoya del Plata (1857)
- Estado físico del territorio. Geología de las Pampas (1858)
- Carta geológica de la Provincia de Entre Ríos (1858)
- Monografía de los terrenos marinos terciarios de las cercanías del Paraná (1858)